# Vicșani, Suceava
Vicșani (în poloneză Wikszany) este un sat în comuna Mușenița din județul Suceava, Bucovina, România.

## Așezare
Acest sat este situat în apropierea graniței româno-ucrainene, în județul Suceava, la 8 km de Siret și la 27 km de Rădăuți și face parte din Comuna Mușenița. Este traversat de Râul Ruda. În această zonă se află o mare resursă de lemn și gaze naturale. Totodată, Vicșani este o localitate cu o mare importanță deoarece prin acest sat trece singura cale ferată care face legătura cu Ucraina, din județul Suceava. Zilnic pe acestă rută treceau trenuri de tip accelerat Kiev-Sofia; Moscova-Sofia sau Minsk-Sofia.

## Istoric
Sub numele Vicșineț, localitatea este menționată pentru prima dată în 1 februarie 1429, când Alexandru cel Bun întărea fiului lui Giurgiu de la Frătăuți, Ivașco, „jumătate din satul Vicșineț, și partea fratelui său Petru” (Manciul). Satul Vicșani reapare în urice abia în 15 martie 1488, când Ștefan cel Mare cumpăra de la Șteful, fiul Annei, fiica lui Coste Tătăraș, cu 200 zloți tătărești, „a sa ocină și dedină, a bunicului său Ivașco (deci de la fiul lui Giurgiu de la Frătăuți), jumătate din satul Vicșineț, pe Suceavă”, iar de la Andriaș Hancovici, de la fratele său, Ivașco, de la surorile lor, Ana și Tața, cu copiii lor și vara lor Marina, fata Anastasiei și nepoata lui Demeșco „dreapta lor ocină și dedină, cealaltă jumătate din satul Vicșineți, pe Suceavă”, dăruind întregul sat Vicșani mănăstirii Putna.
În 15 martie 1490, printre bisericile din ținutul Sucevei întărite de Ștefan cel Mare mănăstirii Putna, se afla și „a 2-a biserică, la Vigșani, cu popă”. În 2 februarie 1503, Ștefan cel Mare întărea ctitoriei sale, mănăstirea Putna, printre celelalte sate, și „satul Vicșani”.
În Vicșani, numit de polonezi Ruda, primul grup de coloniști polonezi a venit în jurul anului 1848, din ținutul Sanok. Ei au primit terenuri pentru gospodării, în majoritate acoperite de o deasă pădure de fagi. Această suprafață a aparținut cândva mănăstirii Putna ca urmare a daniei făcute mănăstirii de voievodul Ștefan cel Mare. Pământurile acestea erau cunoscute sub numele de Vieșanii, de aici și denumirea oficială a localității, utilizată de autoritățile române după Primul Război Mondial, când Bucovina s-a reunit cu România. Cu timpul pământurile au fost achiziționate de țăranii români din localitățile apropiate, care totuși au vrut să le vândă coloniștilor polonezi.
Următorul val de emigranți a avut loc în anii 70 ai secolului al XIX-lea, condiționat fiind de construirea căii ferate Lvov - Iași. Calea ferată trecea prin sat unde a apărut o gară cu numele de Ruda. O parte dintre lucrători s-au așezat aici, muncind în continuare la calea ferată, iar unii achiziționau și pământ. În jurul aniilor 1880 satul a fost întărit de un grup de meseriași (din împrejurimile localității Rzeszów) veterinari, negustori de cai și țărani. În scurt timp în sat a început să se resimtă lipsa pământului care a avut drept rezultat creșterea prețului acestuia. Investițiile în cumpărarea de pământ erau considerate cele mai bune, conform unei zicale a locuitorilor: „inundațiile, seceta și războaiele trec, dar pământul va fi mereu”. Numeroase familii, în mod deosebit mai sărace vindeau tot și plecau peste Ocean „după pâine”.
După al Doilea Război Mondial, numeroase familii au părăsit Ruda, repatriindu-se în Polonia. Cei mai mulți au plecat cu transportul din 4 decembrie 1949, aproximativ 20 de familii. Garnitura de tren număra 50 de vagoane. Pe lângă cei din Ruda au mai plecat doar câteva persoane din alte sate. Ei au putut lua toate bunurile mobiliare. Reemigranții au căpătat un vagon pentru două familii, ca să-și transporte bunurile. Călătoria a durat până la 12 decembrie 1949. În acest răstimp partea polonă a asigurat hrana, ajutor financiar și îngrijire medicală. Traseul a fost înspre București, prin Curtici, Ungaria, Cehoslovacia până la punctul Direcției de Stat pentru Repatriere – Międzylas. Aici a avut loc repartizarea transportului. O parte din vagoane au fost dirijate spre Wrocław, iar restul spre Szczecin și Gdańsk. Persoanele sau familiile întregi reîntoarse în țară se îndreptau către locurile în care cineva din cei apropiați locuia deja. Cine nu avea pe nimeni se îndrepta cel mai des spre Lwówek. Repatrianții aveau de ales între patru localități: Oleśna, Podgórska Lwówek, Pławna și Lubomierz. În fiecare din ele îi așteptau pregătite căruțe cu care să-și transporte bunurile la gospodăriile repartizate dinainte. Cel mai frecvent acestea erau gospodării părăsite cu câțiva ani mai înainte de către nemți.
În prezent în Vicșani trăiesc 40-50 de familii poloneze (aproximativ 120 de persoane). Majoritatea se întrețin din gospodării nu prea mari. Biserica Maicii Domnului Regina Poloniei din anul 1909 a fost grav afectată în perioada Primului Război Mondial, a fost refăcută în anul 1920, iar pe urmă renovată pentru prima dată în anii 60 și supusă renovării generale în 1992. Slujba duminicală este oficiată de preotul din orașul Siret. În mica școală cu patru clase învață 14 copii și 15 la grădiniță. Școlile cu clasele V-VIII se află în localitățile vecine Baineț și Dornești și în orașele apropiate – Siret, Rădăuți.
Președinte al Asociației Polonezilor din Vicșani, înființată după 1990, a fost Iohan-Peter Babiaș (decedat în 2002), originar din Vicșani, care a fost mulți ani președinte al Uniunii Polonezilor din România și deputat în Parlamentul României.
Casa Polonă, care după război, a funcționat ca și Cămin Cultural sătesc, a fost dărâmată și în ziua de 2 mai 2004 a fost inaugurată festiv noua clădire a Casei Polone, construită din fondurile Senatului Republici Poloneze remise de către Asociația „Wspólnota Polska”.

## Personalități
- Iohan-Peter Babiaș (1952-2002), medic veterinar, activist social polonez în România, membru al Camerei Deputaților (1992-2002), președinte al Uniunii Polonezilor din România, „Dom Polski” (1994-2002).

## Imagini

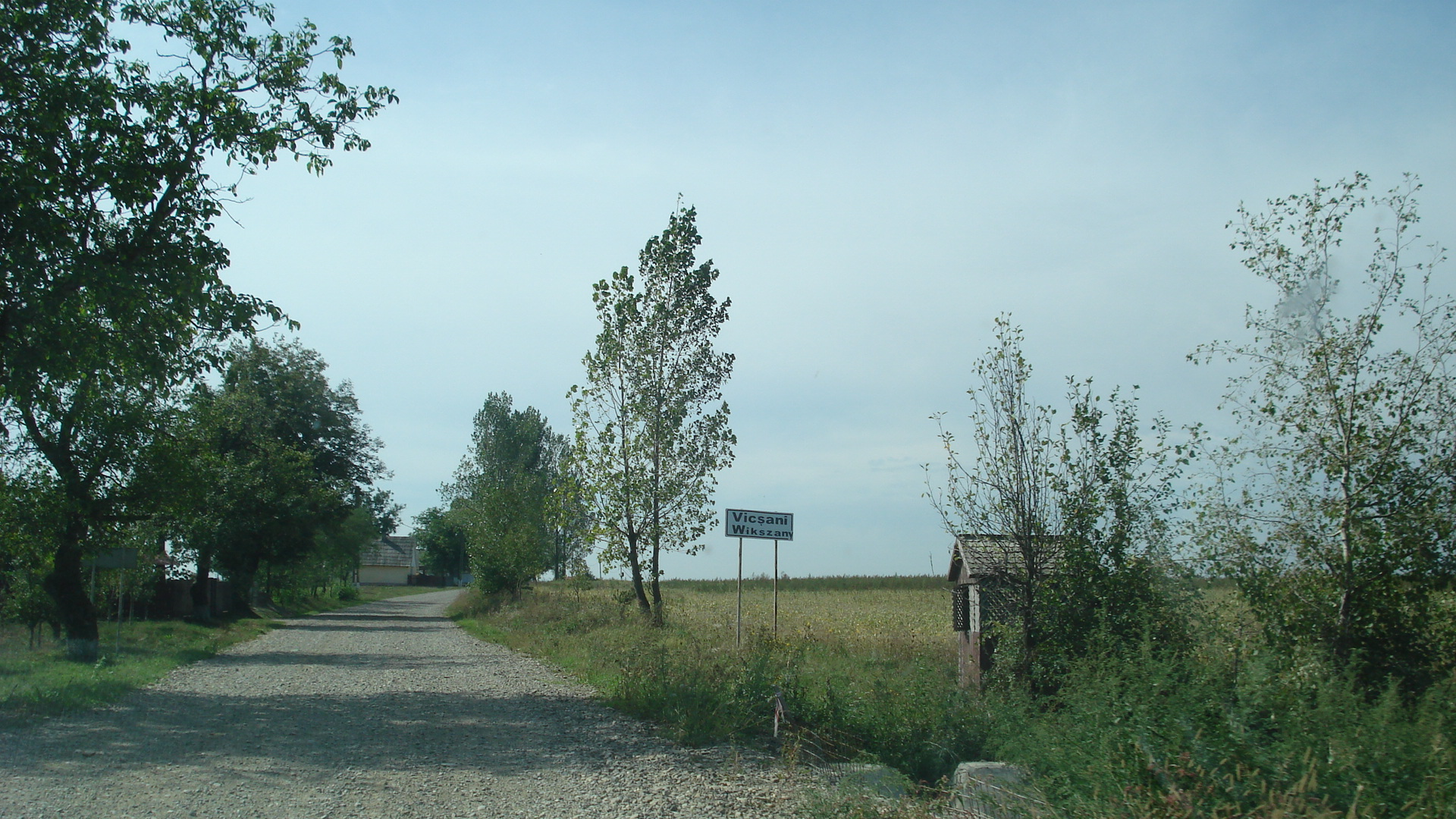
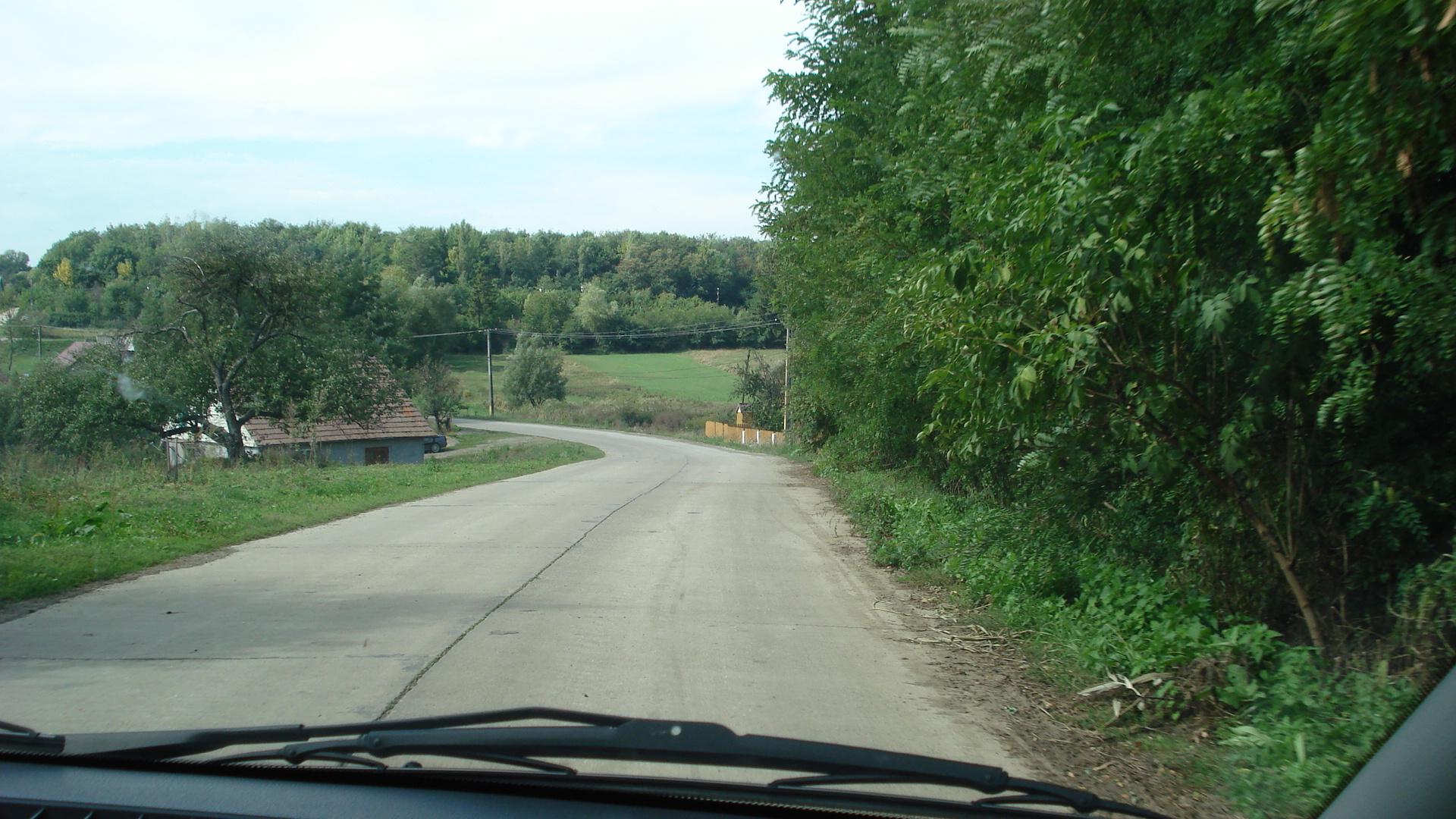
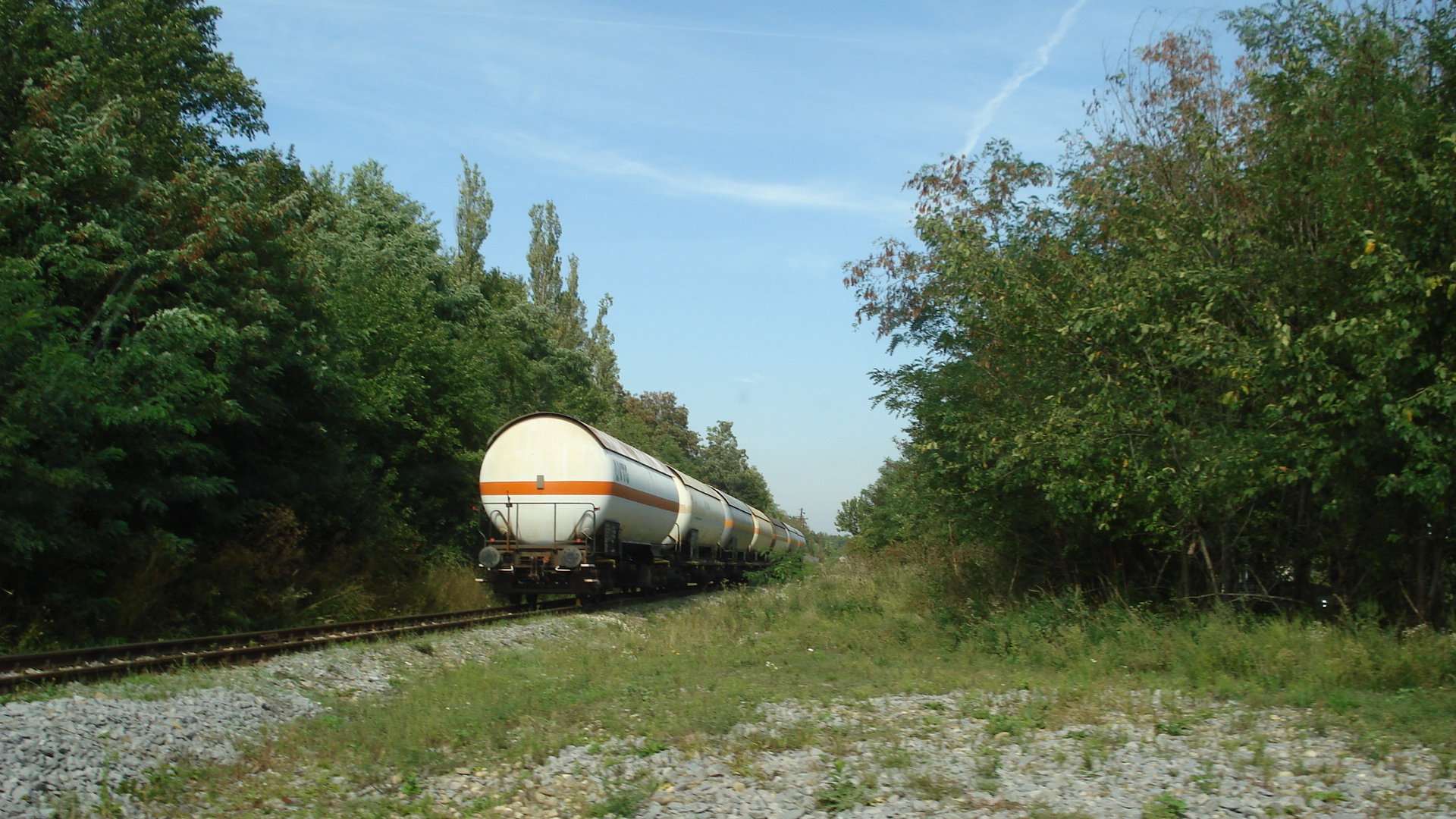
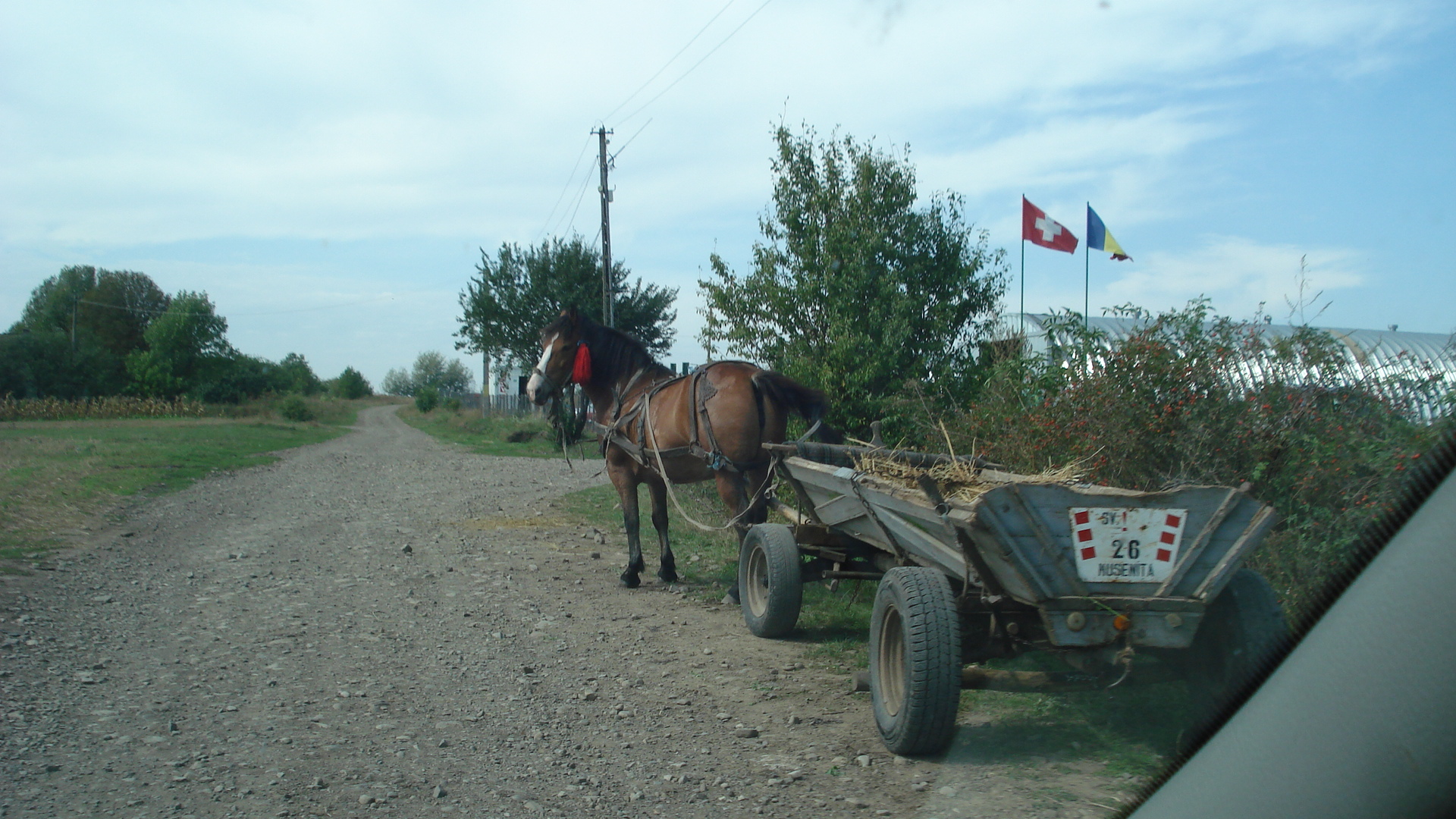
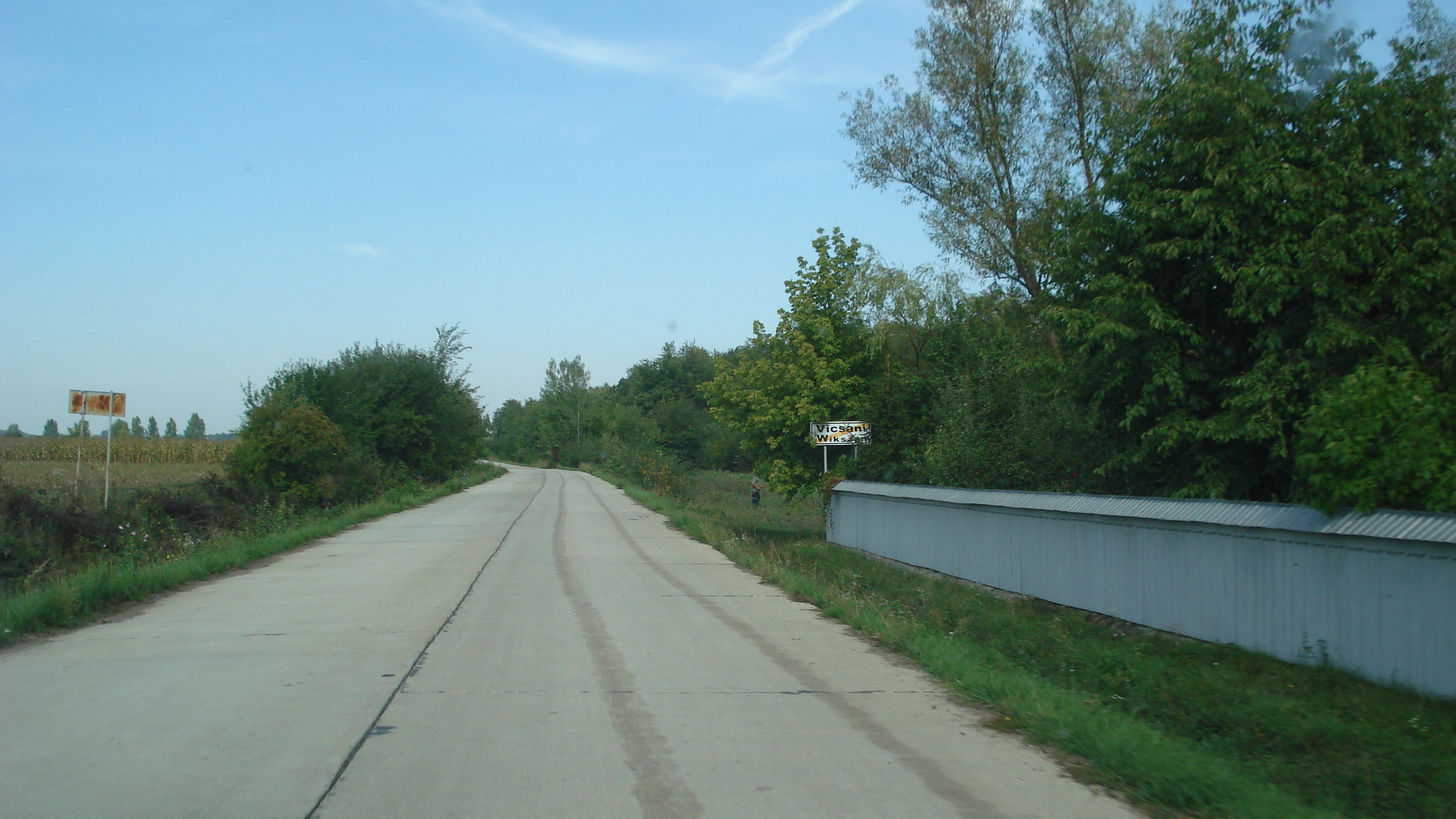

## Legături externe
- Sfințirea bisericii ortodoxe din Vicșani, Autor: Mihai Mihăescu Aniuk, publicat în Crai Nou pe 26 octombrie 2007